# Mesón de Fierro
Mesón de Fierro es una localidad argentina situada en el sudoeste de la provincia del Chaco, en el departamento Doce de Octubre. Depende administrativamente del municipio de General Pinedo, de cuyo centro urbano dista unos 32 km.

## Toponimia
Debe su nombre al meteorito conocido como Mesón de Fierro, de unas 15 toneladas de la zona de Campo del Cielo, descrito por el Conquistador Hernán Mexia de Miraval en 1576 pero cuya ubicación actual se desconoce, ya que el mismo fue extraviado en 1783 por la misión comandada por Don Miguel Rubín de Celis.

## Educación
La primera escuela fue creada en 1932. Actualmente es E.E.P N.º 184 llamada Arturo Rafael María Zanacchi. Posee también la escuela de educación secundaria N.º 62 llamada Mesón de Fierro. 

## Vías de comunicación
Si bien Mesón de Fierro se halla sobre la ruta provincial 12, la principal vía de comunicación es la ruta provincial 13. La primera la comunica al noroeste con Pampa Landriel y Charata. La ruta 13 la vincula al noroeste con General Pinedo y la provincia de Santiago del Estero, y al sudeste con Villa Ángela y la ruta nacional 11.

## Cultura
A 7 km de la localidad se halla el Santuario de la Virgen de la Laguna, a la cual acuden una importante cantidad de peregrinos en la fiesta del 8 de diciembre.
La Fiesta provincial del Chacinado se desarrolla en el mes de septiembre, con una importante muestra de elaboración de todo tipo de chacinados caseros. También por la noche se lleva a cabo un festival folclórico con importantes números artísticos. Este evento congrega toda la comunidad rural de la zona.

## Población
Cuenta con 423 habitantes (Indec, 2010), lo que representa un incremento del 9,8% frente a los 385 habitantes (Indec, 2001) del censo anterior.
| Gráfica de evolución demográfica de Mesón de Fierro entre 1991 y 2010 |
|                                                                       |
| Fuente: Censos nacionales del INDEC                                   |